# Јован Исајловић старији
Јован Исајловић старији (око 1740 — Даљ, 1807) био је српски сликар и иконописац.

## Биографија
Јован Исајловић старији је 1758. пописан је међу одраслим мушким становницима Даља као „Јован молер“. Исајловић је вероватно учио сликарство у Сремским Карловцима код Јакова Орфелина. Постоји могућност да је учио сликарство код руског сликара Василија Романовића, који је доста радио у Славонији, између осталог и иконостас цркве Вазнесења Господњег у Трпињи, где му је Исајловић могао бити помоћник. Јованов унук је Јован Исајловић млађи. 
Исајловић је био управитељ митрополитског властелинства у Даљу од 1784. до 1789. Забележено је да је сликао пејзаже, али су позната само његова дела црквеног сликарства. Задржао је елементе традиционалног начина сликања, али је ближи барокним одликама српског сликарства са краја XVIII века.

### Сачувана дела
- Иконостас у Сомбору, заједно са Теодором Крачуном и Лазаром Средановићем (1771-1772);
- Иконостас у Маркушици (1776);
- Иконостас у Боботи (1778-1779);
- Иконостас у Силбашу (1784);
- Иконостас у Дероњама (1792);
- Иконостас у Деспотову (1794);
- Иконостас у Чепину, са Григоријем Јездимировићем (1796);
- Иконостас у манастиру светог Ђурђа у Румунији, са Григоријем Јездимировићем (1803-1804);
- Иконостас у Ердуту са Григоријем Јездимировићем и Јелисејем Панулићем (1805).

### Уништена дела
- Иконостас у Чуругу (1775) изгорео је 1848.
- Иконостас у Врбасу изгорео је 1848.
- Иконостас у Тењи (1777, са Јанком Халкозовићем) страдао је у Другом светском рату.
- Иконостас у Сенти (1782), уништен је 1848. али је остала једна престона икона и неколико оштећених фресака.
- Иконостас у Бијелом Брду (1783), делимично је уништен у Другом светском рату.